# Grammadera chapadensis
Grammadera chapadensis is een rechtvleugelig insect uit de familie sabelsprinkhanen (Tettigoniidae). De wetenschappelijke naam van deze soort is voor het eerst geldig gepubliceerd in 1915 door Bruner. Zoals de naam aangeeft komt de soort voor in het Chapada (= Plateau) in de Braziliaanse deelstaat Mato Grosso.